# Belva Ann Bennett Lockwood
Belva Ann Lockwood o Belva Ann Bennett Lockwood, també coneguda amb el seu cognom de naixement, Belva Ann Bennett (Royalton, EUA, 24 d'octubre de 1830-Washington DC, 19 de maig de 1917), fou una política, mestra, feminista i advocada nord-americana.

## Biografia
Belva va ser la primera dona admesa per exercir de lletrada davant del Tribunal Suprem dels Estats Units la primavera de 1879 i el 1884 va ser candidata presidencial amb el National Equal Rights Party. En aquelles eleccions va aconseguir poc més de 4000 vots, que no son pocs tenint en compte que les dones encara no votaven.